# طواف روماندي 2015
طواف روماندي 2015 (بالإنجليزية: 2015 Tour de Romandie)‏ هو سباق دراجات هوائية أقيم بتاريخ 28 أبريل 2015، تكون السباق من 6 مراحل وامتدّ لمسافة 711.7 كم بسرعة 38.2 كم/س، استغرق السباق 18hr 36 دقيقة 30 ثانية.